# Elena Ceampelea
Elena Ceampelea (n. 3 martie 1947, Ploiești, România) este o fostă gimnastă artistică română, antrenoare și arbitru internațional. Ea a concurat la Jocurile Olimpice de vară din 1964 și 1972 și de ambele ori a terminat pe locul șase la general cu echipa României. Cea mai bună realizare personală a ei a fost locul opt la exercițiul de sol în 1972.

## Biografie
Ceampelea a fost componentă de bază a echipei României de gimnastică la Jocurile Olimpice de la Tokyo 1964 și München 1972 unde s-a clasat împreună cu echipa pe locul 6. La nivel național, în perioada 1965-1971 a fost multiplă campioană națională.
Începând cu anul 1974 a devenit antrenoare și apoi arbitră. În 1985 Ceampelea devine arbitru internațional și în 1996 antrenor emerit. Din 1991 a fost antrenoare la CSA Steaua București de unde s-a reatras din activitate în 2015. A fost antrenoare pentru Loredana Boboc, Claudia Presecan, Alexandra Eremia, Silvia Stroescu, Sandra Izbașa, Carmen Ionescu, Floarea Leonida.